# Lettre de Fieschi

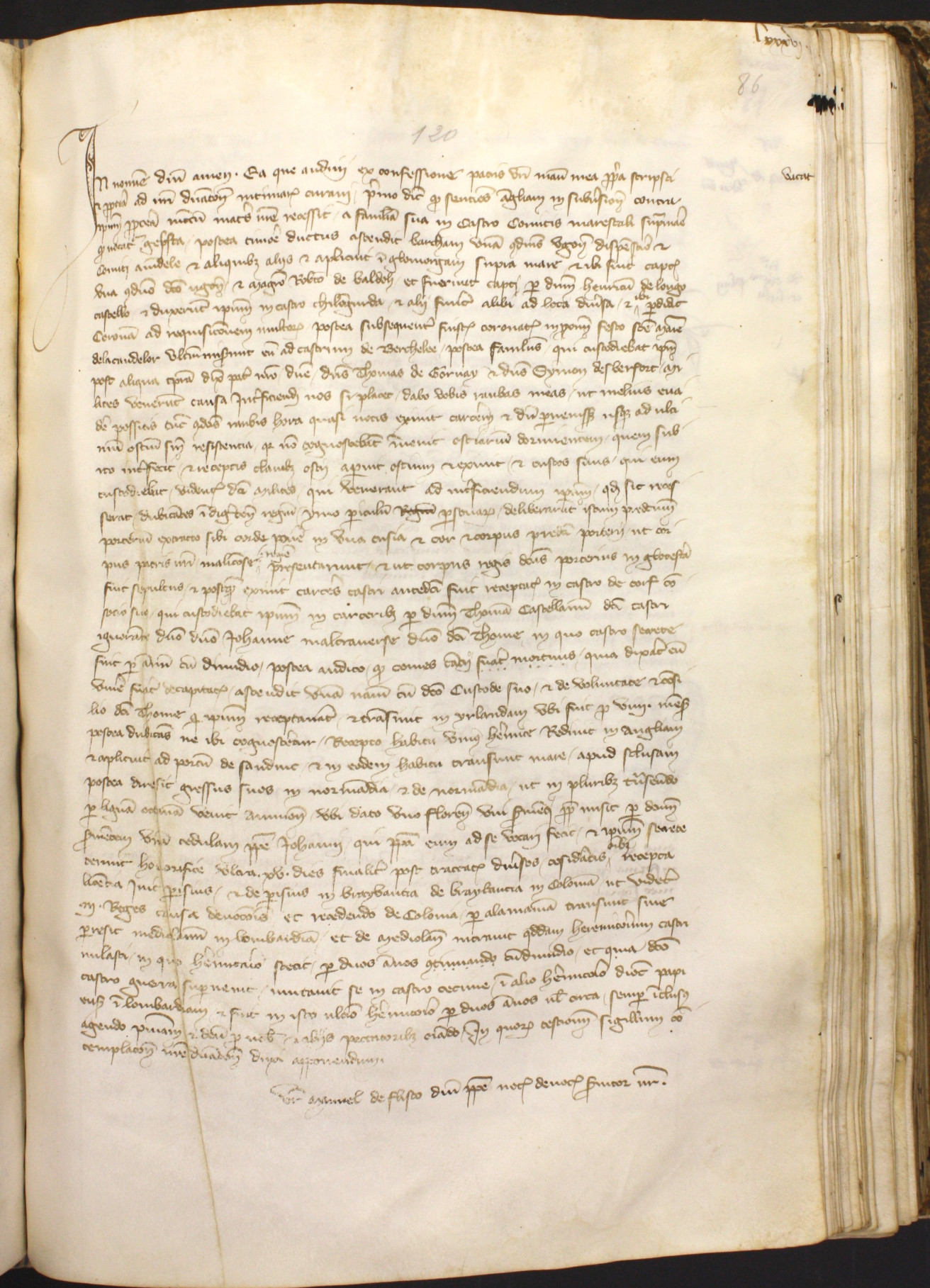
Copie de la Lettre de Fieschi, conservée aux Archives départementales de l'Hérault, G 1123, fol. 86r.

La Lettre de Fieschi est une lettre écrite aux alentours de 1336 et adressée au roi Édouard III d'Angleterre par Manuele Fieschi, un notaire papal et membre de l'influente famille Fieschi. La lettre est restée célèbre car Fieschi y affirme que le roi Édouard II d'Angleterre, père et prédécesseur d'Édouard III, n'aurait pas été assassiné en 1327 mais se serait échappé et aurait passé le restant de ses jours en exil sur le continent. 
Depuis la découverte d'une copie à Montpellier en 1878, la lettre a suscité de multiples controverses sur l'éventualité de la survie d'Édouard II après 1327. Si certains spécialistes considèrent qu'elles s'ajoutent à de nombreux témoignages de l'hypothèse survivantiste d'Édouard II, à l'instar de la Lettre de Melton et de l'existence de Guillaume le Galeys, d'autres pensent que la Lettre de Fieschi n'aurait été qu'une tentative de chantage auprès d'Édouard III.

## Provenance et études
Une copie de la Lettre de Fieschi est découverte en 1878 aux Archives départementales de l'Hérault par l'archiviste Alexandre Germain, dans le Cartulaire de l'évêché de Maguelone (registre A) datant des années 1339-1373, dressé sous l’épiscopat d'Arnaud de Verdale (1339-1352) et achevé sous Gaucelme de Deaux, évêque de Maguelone (1367-1373). De nos jours, la copie est toujours conservée aux Archives départementales de l'Hérault à Montpellier, sous la cote G 1123. Entretemps, elle a été soigneusement examinée, afin de déterminer s'il s'agit ou non d'une falsification postérieure. Mais, comme le souligne l'historien anglais Ian Mortimer, la lettre n'attire guère l'attention des historiens à ce moment-là. Ainsi, même s'il l'inclut dans son ouvrage Chronicles of the reigns of Edward I and Edward II, publié en deux volumes en 1882 et 1883, soit seulement quatre ans après la découverte du document, le spécialiste William Stubbs n'y attache guère d'importance. Les médiévistes de la fin du XIXe siècle n'y accordent eux non plus aucune attention. Ce n'est que quelques décennies plus tard, en 1921, que Thomas Frederick Tout s'intéresse longuement à la Lettre de Fieschi dans son article The Captivity and Death of Edward of Carnarvon, publié dans le Bulletin of the John Rylands Library et qui se focalise sur la vie d'Édouard II d'Angleterre pendant les mois qui suivent sa déposition, survenue en janvier 1327. Mais Tout considère pour sa part que la lettre ne peut être qu'une falsification grossière.
En 1978, dans l'article Where is Edward II? publié dans la revue Speculum, George Peddy Cuttino est le premier universitaire à suggérer la possibilité qu'Édouard II ne soit pas mort en captivité au château de Berkeley le 21 septembre 1327, ce qui était jusque-là la théorie communément admise, et qu'il n'aurait peut-être pas été inhumé dans la cathédrale de Gloucester. Trois récents historiens, Paul Charles Doherty, Ian Mortimer et Alison Weir, soutiennent l'idée qu'Édouard II a survécu après 1327. Doherty, qui s'inspire de la Lettre de Fieschi, pense qu'il se serait échappé du château de Berkeley et qu'un sosie aurait été inhumé à Gloucester. Ian Mortimer, qui se base davantage sur des documents contemporains datant de 1327, soutient qu'Édouard II aurait été secrètement libéré sur ordre d'Isabelle de France et de Roger Mortimer et se serait rendu ensuite sur le continent où il serait mort aux alentours de 1341 ou 1342, avant d'être clandestinement rapatrié en Angleterre à la demande de son fils Édouard III pour être inhumé à Gloucester. Enfin, Weir, qui s'inspire également de la Lettre de Fieschi, affirme qu'Édouard se serait évadé de Berkeley en tuant un de ses geôliers et aurait vécu comme un ermite pour le restant de ses jours. En suivant cette hypothèse, le cadavre déposé à Gloucester serait celui du gardien d'Édouard, fourni par les geôliers par crainte de représailles de la part d'Isabelle ou de Roger Mortimer.

## Contenu de la lettre
Dans sa lettre adressée à Édouard III, Manuele Fieschi fournit une description extrêmement minutieuse des mouvements d'Édouard II à compter d'octobre 1326. Il commence sa lettre en évoquant la campagne militaire menée par Isabelle de France et Roger Mortimer pendant le même automne et qui vise à chasser du pouvoir le roi d'Angleterre et son favori Hugues le Despenser. Le fait que Fieschi affirme que le roi et ses quelques alliés embarquent depuis Chepstow en octobre 1326 n'apparaît pas dans les archives de la chancellerie ou dans une chronique contemporaine. Cette information ne nous a été fournie que récemment grâce à la chambre des comptes du roi, et cette dernière constitue la seule preuve de la véracité des dires de Fieschi.
La lettre signale qu'Edmond FitzAlan, 2e comte d'Arundel, se trouve avec le roi à Chepstow en octobre, mais cette allégation n'est pas corroborée par les sources contemporaines, qui ne fournissent aucune information sur Edmond pendant la campagne et précisent seulement qu'il est exécuté sur ordre d'Isabelle et de Roger Mortimer à Hereford le 17 novembre 1326. Manuele Fieschi déclare en revanche avec certitude que le comte n'est plus avec le roi lorsque ce dernier est capturé par les hommes d'Isabelle, le 16 novembre. Par ailleurs, Fieschi décrit correctement la déposition d'Édouard II par le Parlement en faveur de son fils Édouard III, proclamé roi d'Angleterre le 25 janvier 1327 et couronné le 1er février suivant.
On ne peut présentement déterminer si la description faite par Fieschi de l'évasion d'Édouard II du château de Berkeley est correcte. En effet, il apparaît étonnant qu'un prisonnier de si haut rang ait pu s'enfuir en traversant précipitamment les portes et en tuant le gardien. Pour autant, le chevalier Robert Walkfare s'est échappé de cette façon du château de Corfe au cours des années 1320. Mais la sécurité du roi déchu semble avoir été renforcée après juillet 1327, où une tentative d'évasion en sa faveur conduite par Stephen Dunheved a échoué de peu. La lettre mentionne brièvement Thomas Gurney et Simon Bereford, qui seront accusés par Édouard III en novembre 1330 d'avoir organisé l'assassinat de son père à Berkeley.
La mention de John Maltravers, qui a été plusieurs fois considéré comme l'un des assassins d'Édouard II, vient renforcer l'attitude particulièrement clémente qu'aura envers lui Édouard III quelques années plus tard, attitude qu'il n'aurait sans doute pas montrée s'il avait su avec certitude que Maltravers avait pris part à l'assassinat de son père. Manuele Fieschi fait toutefois une erreur en décrivant la conspiration d'Edmond de Woodstock, 1er comte de Kent, pour délivrer Édouard II de Corfe, car il la décrit un an et demi après la fuite d'Édouard en septembre 1327 : en réalité, le complot de Kent a lieu deux ans et demi plus tard, en mars 1330. Par contre, la référence au château de Corfe se trouve fondée, puisqu'Edmond pensait réellement qu'Édouard II s'y trouvait.
La suite du récit de Fieschi n'est plus que spéculation et on ne dispose d'aucune preuve pouvant le confirmer. Si l'on croit ses dires, Édouard II se serait rendu en Avignon auprès du pape Jean XXII et en Brabant (où sa sœur aînée Marguerite y tient une petite cour) début 1331, avant de transiter via le Saint-Empire romain germanique (dont Cologne, où il s'attarde pour contempler le célèbre châsse des rois mages) pour arriver en Italie. Après s'être déplacé à Cecima aux alentours de 1333, Édouard semble être resté dans cette ville jusqu'à la fin de l'année 1335, soit quelques mois avant l'écriture de la Lettre de Fieschi. Étonnamment, Manuele Fieschi ne précise pas dans sa lettre si Édouard II est alors toujours vivant.

## Théories en soutien
De nos jours, les historiens s'accordent sur l'authenticité de la lettre de Manuele Fieschi. Ce dernier est issu de l'influente famille Fieschi : exécuteur testamentaire et cousin éloigné au second degré du cardinal Luca Fieschi, mort en janvier 1336, Manuele est lui-même notaire à la cour papale de Benoît XII en Avignon et deviendra évêque de Verceil en 1343. En outre, il possède plusieurs bénéfices ecclésiastiques en Angleterre — il semble avoir été chanoine à York —, bien qu'on ignore s'il s'est rendu au cours de sa vie dans ce pays. En revanche, ses cousins Luca et Percivalle s'y sont rendus courant 1317 et ont fait la rencontre du roi Édouard II. De ce fait, les membres de la famille Fieschi auraient pu lui confirmer lors de la venue secrète d'Édouard pendant les années 1330 si ce dernier était un imposteur. Enfin, Manuele, dans la lettre qu'il adresse à Édouard III, désigne Édouard II comme « votre père » et non « l'homme prétendant être votre père ». Tout ceci semble expliquer pourquoi Manuele Fieschi a pu avoir accès à d'aussi secrètes informations, bien que sa lettre présente une confusion entre les rangs de chevalier et de lord lorsqu'il fait référence à Thomas Gurney et Simon Bereford. De plus, la lettre est écrite bien avant que les chroniques officielles commencent à relater la fuite, l'emprisonnement et l'assassinat supposé d'Édouard II, les premiers récits anglais étant de Thomas de la Moore ou de Geoffrey le Baker, qui écrivent à partir des années 1340.
L'historien Ian Mortimer affirme qu'il est « presque certain » qu'Édouard II n'est pas mort au château de Berkeley en 1327. Il est possible qu'Édouard ait réalisé après son évasion qu'il n'avait pas assez de soutiens en Angleterre pour lui permettre de reprendre son trône, particulièrement après que son fils Édouard III ait évincé Roger Mortimer du pouvoir en 1330, ce qui expliquerait qu'il ait passé la fin de ses jours incognito sur le continent. La lettre écrite par un homme du statut de Manuele Fieschi prouve d'ailleurs que beaucoup de personnes étaient encore incertaines quant à la destinée d'Édouard II après 1327. Ainsi, plusieurs rumeurs pendant les années 1330 pourraient corroborer les allégations de Fieschi dans sa lettre. Tout d'abord, dans la ville italienne de Cecima, près de Milan, la tradition veut qu'un roi d'Angleterre y ait été enterré et qu'il y ait désormais une tombe médiévale vide, à la suite du rapatriement du corps de ce roi par son successeur. En addition, les funérailles organisées dans la cathédrale de Gloucester le 20 décembre 1327, supposées être celles d'Édouard II, pourraient avoir été en réalité celles du portier qu'il aurait assassiné. De nombreux dignitaires locaux ont été invités pour observer le corps d'une certaine distance, mais il était embaumé et donc non reconnaissable. Par ailleurs, ces funérailles royales ont été les premières au cours desquelles le corps du roi mort a été transporté dans un gisant en bois sculpté plutôt que sur une bière.
Enfin, la controverse sur une éventuelle survie d'Édouard II après 1327 est renforcée par des documents diplomatiques, qui montrent qu'Édouard III s'est rendu à Coblence en septembre 1338 pour y recevoir le titre de vicaire du Saint-Empire romain germanique de son allié Louis IV. Édouard III y a rencontré un homme nommé Guillaume le Galeys (William the Welshman en anglais), qui lui aurait affirmé qu'il était son père. Guillaume a été amené par Francisco Forcetti, un proche des Fieschi. Le nom porté par le prétendant est une référence directe au titre de prince de Galles, qu'Édouard II a porté dans sa jeunesse. Prétendre être le père du roi d'Angleterre aurait été dangereux pour Guillaume. Étonnamment, Édouard III et Guillaume passent plusieurs semaines ensemble à Anvers en décembre 1338 ; les prétendants au trône contemporains, à l'instar de John Deydras en 1318, étaient au contraire généralement exécutés. Plus étrange encore est le fait que Guillaume, contrairement aux habitudes des prétendants au trône, n'a jamais revendiqué la couronne d'Angleterre et a été désigné par le clerc royal William Norwell comme « Guillaume le Galeys qui affirme être le père du roi actuel » et « Guillaume le Galeys qui se nomme roi d'Angleterre, père du roi actuel », et non comme un imposteur. Certains historiens considèrent aujourd'hui qu'il s'agissait en réalité de William Ockley, l'un des geôliers d'Édouard II après sa déposition en 1327.

## Arguments en défaveur
Ceux qui contestent la véracité de la lettre affirment qu'elle devrait être plutôt considérée comme une tentative de chantage de la part de l'évêque de Maguelone Peytavin de Montesquiou, qui est plus tard envoyé à l'été 1338 auprès de Louis IV du Saint-Empire afin de briser l'alliance anglo-germanique alors conclue contre la France dans le cadre du début de la guerre de Cent Ans. L'écriture d'une telle lettre aurait eu pour but de discréditer Édouard III auprès de ses alliés allemands en s'en prenant à sa légitimité, du fait que son prédécesseur n'aurait pas encore été mort et que lui-même n'aurait eu en conséquence aucun droit sur la couronne d'Angleterre. Montesquiou aurait ainsi pu agir sur ordre du roi de France Philippe VI de Valois, alors en guerre avec Édouard III et dont la revendication sur le trône de France est sérieusement contestée par le roi d'Angleterre : répondre de cette façon aux accusations d'Édouard III en lui rappelant sournoisement l'illégalité de sa présence sur le trône d'Angleterre tant que son propre père serait encore en vie aurait effectivement permis à Philippe de réduire à néant les prétentions de son rival sur sa propre couronne. D'autres spécialistes préfèrent voir dans la lettre une tentative de la part de Manuele Fieschi de gagner le patronage d'Édouard III en le menaçant d'un chantage, car il détient en Angleterre plusieurs possessions ecclésiastiques depuis 1319.
De surcroît, même s'il fournit un récit tout de même très précis, Manuele Fieschi réalise plusieurs inattentions qui fragilisent la véracité de ses dires. Ainsi, la date de la conspiration d'Edmond de Woodstock est erronée, même s'il est possible qu'il s'agisse d'une erreur de notation. Mais surtout, Fieschi semble oublier qu'Édouard II est pendant son incarcération à Berkeley un prisonnier au statut très particulier et dont l'évasion pourrait porter préjudice tant à Isabelle de France et Roger Mortimer, à ce moment-là les dirigeants effectifs du royaume. Il est donc invraisemblable qu'un seul gardien ait suffi pour garder la forteresse et que celui-ci se soit endormi à son poste, surtout en raison du fait qu'au moins quatre conspirations ont eu lieu entre mars et septembre 1327 pour délivrer Édouard II. Aussi incroyable demeure la fuite du roi déchu au château de Corfe où il aurait réussi à demeurer plusieurs années incognito sans même que la garnison s'y trouvant l'ait remarqué. Enfin, si l'on se réfère au milieu du récit de Fieschi, ce dernier déclare qu'Édouard a manqué de peu d'être assassiné par Thomas Gurney et Simon Bereford. Contrairement à Gurney, Bereford n'a jamais été condamné pour le meurtre d'Édouard II, même s'il a été exécuté sur ordre d'Édouard III avec Roger Mortimer en 1330. Il est possible en revanche que Fieschi ait été informé de l'exécution de Bereford et ait interprété cette sévère sentence pour son implication dans la mort d'Édouard II.

## Dans la culture populaire
L'intrigue principale du roman de Ken Follett, Un monde sans fin, est construite autour d'une lettre similaire, écrite par Édouard II lui-même. Celui-ci fait savoir à son fils Édouard III que la reine Isabelle de France et son amant Roger Mortimer ont décidé sa perte, qu'il est pourchassé par leurs sbires et qu'il a feint de disparaître à jamais pour leur échapper et quitter l'Angleterre.

### Citations originales
1. ↑  « In nomine Domini amen. Ea que audivi ex confessione patris vestri manu mea propria scripsci et propterea ad vestri dominacionem intimari curavi. Primo dicit quod sentiens Angliam in subversione contra ipsum, propterea monitu matris vestre, recessit a familia sua in castro Comitis Marescali supra mare, quod vocatur Gesosta. Postea, timore ductus, ascendit barcham unam con dominis Ugone Dispenssario et comiti Arundele et aliquibus aliis, et aplicuit in Glomorgam supra mare, et ibi fuit captus, una con domino dicto Ugone et magistro Roberto de Baldoli; et fuerunt capti per dominum Henricum de Longo Castello, et duxerunt ipsum in castro Chilon- gurda, et alii fuerunt alibi ad loca diversa; et ibi perdidit coronam ad requisicionem multorum. Postea subsequenter fuistis coronatus in proximiori festo Sancte Marie de la Candelor. Ultimum miserunt eum ad castrum de Berchele. Postea famulus qui custodiebat ipsum, post aliqua tempora, dixit patri vestro: Domine, dominus Thomas de Gornay et dominus Symon Desberfort, milites, venerunt causa interficiendi vos. Si placet, dabo vobis raubas meas, ut melius evadere possitis. Tunc con dictis raubis, hora quasi notis, exivit carcerem; et dum pervenisset usque ad ultimum ostium sine resistencia, quia non cognoscebatur, invenit ostiarium dormientem, quem subito interfecit; et receptis clavibus ostii, aperuit ostium et exivit, et custos suus qui eum custodiebat. Videntes dicti milites qui venerant ad interficiendum ipsum quod sic recesserat, dubitantes indignacionem regine, ymo periculum personarum, deliberarunt istum predictum porterium, extracto sibi corde, ponere in una cusia, et cor et corpus predicti proterii ut corpus patris vestri malicicse regine presentarunt, et ut corpus regis dictus porterius in Glocesta’ fuit sepultus. Et postquam exivit carceres castri antedicti, fuit receptatus in castro de Corf con socio suo qui custodiebat ipsum in carceribus per dominum Thomam, castellanum dicti castri, ignorante domino, domino Johanne Maltraverse, domino dicti Thome, in quo castro secrete fuit per annum cum dimidio. Postea, audito quod comes Cancii, quia dixerat eum vivere, fuerat decapitatus, ascendit unam navem cum dicto custode suo, et de voluntate et consilio dicti Thome qui ipsum receptaverat, et transivit in Yrlandam, ubi fuit per viiii menses. Postea dubitans ne ibi cognosceretur, recepto habitu unius heremite, redivit in Angliam, et aplicuit ad portum de Sandvic, et in eodem habitu transivit mare apud Sclusam. Postea diresit gressus suos in Normandia[m], et de Normandia, ut in pluribus, transeundo per Linguam Octanam, venit Avinionem, ubi, dato uno floreno uni servienti pape, misit per dictum servientem unam cedulam pape Johanni, qui papa eum ad se vocari fecit, et ipsum secrete tenuit honorifice ultra xv dies. Finaliter, post tractatus diversos, consideratis omnibus, recepta licencia, ivit Parisius, et de Parisius in Braybantia[m], de Braybantia in Coloniam, ut videret iii reges causa devocionis, et recedendo de Colonia per Alemaniam transivit sive peresit Mediolanum in Lombardiam, et de Mediolano intravit quoddam heremitorium castri Milasci, in quo heremitorio stetit per duos annos cum dimidio; et quia dicto castro guerra supervenit, mutavit se in castro Cecime, in alio heremitorio diocesis Papiensis in Lombardiam, et fuit in isto ultimo heremitorio per duos annos vel circa, semper inclusus, agendo penitenciam, et Deum pro vobis et aliis peccatoribus orando. In quorum testimonium, sigillum, contemplacione vestre dominacionis, duxi apponendum. Vester Manuel de Flisco, domini pape notarius, devotus servitor vester. »